# Florian Wegan
Florian Wegan (* 4. Dezember 1993) ist ein österreichischer American-Football-Spieler auf der Position des Runningbacks.

## Werdegang
Wegan, der in der Jugend zunächst Fußball spielte und Ski fuhr, begann 2011 bei den AFC Rangers Mödling mit dem American Football. In seinem ersten Jahr spielte er trotz seines jungen Alters bereits in der zweiten Herrenmannschaft. Nach dem freiwilligen Ausstieg aus der AFL traten die Rangers 2014 in der Division II an, die sie mit dem Sieg des Iron Bowls VII gewinnen konnten. Ab 2016 spielte Wegan mit den Rangers erneut in der AFL. In der Saison 2019 erzielte er bei 138 Versuchen einen Raumgewinn von 839 Yards und sechs Touchdowns. Damit gehörte er zu den besten drei Runningbacks der Liga.
Nach neun Jahren bei den Rangers wechselte Wegan zur AFL-Saison 2020 zu den AFC Dacia Vienna Vikings. In der aufgrund der Covid-19-Pandemie zu einer Best-of-Serie gegen die Graz Giants verkürzten Saison gewannen die Vikings den Staatsmeistertitel. Wegan wurde anschließend gemeinsam mit seinem Bruder Anton zum AFL Offense MVP ernannt. In der Saison 2021 führte er die AFL in Rushing Yards (810) und Rushing Touchdowns (9) an. Wegan nahm zudem für Österreich an der Europameisterschaft 2021 teil.
Für die Saison 2022 unterschrieb Wegan einen Vertrag bei den Vienna Vikings, die in dieser Spielzeit erstmals als Franchise in der European League of Football (ELF) antraten. Er begann die Saison als Starter und trug dabei mit drei Touchdowns in den ersten drei Spielen zum siegreichen Start bei. Allerdings zog sich Wegan eine Knieverletzung zu, die ihn zu einer mehrwöchigen Pause zwang. Er kehrte in der zwölften Spielwoche zurück. Im Halbfinale gegen die Barcelona Dragons erzielte Wegan zwei Touchdowns und auch im Championship Game gegen die Hamburg Sea Devils lief er einmal in die Endzone. Mit den Vikings setzte er sich gegen die Sea Devils mit 27:15 durch und krönte sich zum Meister. Auch in der Saison 2023 lief Wegan für die Vikings auf. In der Saison 2024 spielte er wieder für das AFL-Team der Vikings.

## Statistiken
| Jahr                                   | Team           | Spiele | Starts | Rushing | Rushing | Rushing | Rushing | Rushing | Receiving | Receiving | Receiving | Receiving | Receiving | Receiving |
| Jahr                                   | Team           | Spiele | Starts | Att     | Yds     | Avg     | TD      | Lng     | Rec       | Tgt       | Yds       | Avg       | TD        | Lng       |
| -------------------------------------- | -------------- | ------ | ------ | ------- | ------- | ------- | ------- | ------- | --------- | --------- | --------- | --------- | --------- | --------- |
| European League of Football            |                |        |        |         |         |         |         |         |           |           |           |           |           |           |
| 2022                                   | Vienna Vikings | 06     | 3      | 076     | 0394    | 5,2     | 03      | 28      | 2         | 2         | 25        | 12,5      | 0         | 14        |
| 2023                                   | Vienna Vikings | 09     |        | 120     | 0693    | 5,8     | 07      | 59      | 4         | 5         | 23        | 05,8      | 1         | 9         |
| ELF Gesamt                             | ELF Gesamt     | 15     |        | 196     | 1087    | 5,6     | 10      | 59      | 6         | 7         | 48        | 08,0      | 1         | 14        |
| Quellen: stats.europeanleague.football |                |        |        |         |         |         |         |         |           |           |           |           |           |           |

| Jahr                                   | Team           | Spiele | Starts | Rushing | Rushing | Rushing | Rushing | Rushing | Receiving | Receiving | Receiving | Receiving | Receiving | Receiving |
| Jahr                                   | Team           | Spiele | Starts | Att     | Yds     | Avg     | TD      | Lng     | Rec       | Tgt       | Yds       | Avg       | TD        | Lng       |
| -------------------------------------- | -------------- | ------ | ------ | ------- | ------- | ------- | ------- | ------- | --------- | --------- | --------- | --------- | --------- | --------- |
| European League of Football            |                |        |        |         |         |         |         |         |           |           |           |           |           |           |
| 2022                                   | Vienna Vikings | 2      | 0      | 29      | 057     | 2,0     | 3       | 08      | 0         | 0         | 0         | 00,0      | 0         | 0         |
| 2023                                   | Vienna Vikings | 1      | 0      | 11      | 024     | 2,2     | 0       | 08      | 1         | 1         | 10        | 10,0      | 0         | 0         |
| ELF Gesamt                             | ELF Gesamt     | 3      | 0      | 40      | 081     | 2,0     | 3       | 08      | 1         | 1         | 10        | 10,0      | 0         | 0         |
| Quellen: stats.europeanleague.football |                |        |        |         |         |         |         |         |           |           |           |           |           |           |

## Privates
Wegan ist der ältere Bruder von Anton Wegan. Er besuchte das Sportgymnasium Maria Enzersdorf und studierte später Geologie an der Universität Wien.